# Olax psittacorum
Olax psittacorum é uma espécie de planta da família Olacaceae. Encontra-se em Maurícias e em Reunião. Está ameaçada pela perda de habitat.